# 1440年
| 千纪： | 2千纪 |
| 世纪： | 14世纪 \| 15世纪 \| 16世纪                                                                                 |
| 年代： | 1410年代 \| 1420年代 \| 1430年代 \| 1440年代 \| 1450年代 \| 1460年代 \| 1470年代                           |
| 年份： | 1435年 \| 1436年 \| 1437年 \| 1438年 \| 1439年 \| 1440年 \| 1441年 \| 1442年 \| 1443年 \| 1444年 \| 1445年 |
| 纪年： | 庚申年（猴年）；明正统五年；越南大寶元年；日本永享十二年                                                   |

## 大事记
- 1421年被雷擊焚毀的紫禁城三大殿完成修復。
- 2月21日——53名貴族、教士以及19個城市為了對抗條頓騎士團，創立普鲁士邦聯。

## 出生
- 2月22日：拉斯洛五世，匈牙利国王
- 伊凡三世（1440年－1505年）

## 逝世
- 朱冲𤊨，明朝藩王，谥韩恭王。
- 杨荣，明朝大学士。
- 施槃，明朝状元
- 绰罗斯·脱欢，蒙古太师。